# André Breton
André Breton (Tinchebray, Orne, 19 de febrer del 1896 - París, 28 de setembre del 1966), va ser un escriptor francès, conegut com el principal impulsor del moviment surrealista.

## Biografia
D'origen modest, va començar a estudiar medicina per pressions familiars. Mobilitzat a Nantes durant la Primera Guerra Mundial l'any 1916, va conèixer Jacques Vaché, qui va exercir sobre ell una gran influència, a pesar d'haver escrit únicament cartes de guerra. Entra en contacte amb el món de l'art gràcies al grup Dadà, l'any 1916. Durant la guerra, va treballar en hospitals psiquiàtrics, on va estudiar les obres de Sigmund Freud i els seus experiments amb l'escriptura automàtica (escriptura lliure de tot control de la raó i de preocupacions estètiques o morals), la qual cosa va influir en la seua formulació de la teoria surrealista. Va esdevenir un pioner dels moviments antiracionalistes coneguts com a dadaisme i surrealisme. L'any 1920, va publicar la seua primera obra, Els camps magnètics, en què explorava les possibilitats de l'escriptura automàtica. L'any següent va trencar amb Tristan Tzara, el fundador del dadaisme.
Va fundar amb Louis Aragon i Philippe Soupault la revista Littérature. El 1924, va redactar el Manifest surrealista i al seu voltant es va formar un grup compost per Philippe Soupault, Louis Aragon, Paul Éluard, René Crevel, Michel Leiris, Robert Desnos, Benjamin Péret, desitjosos d'arribar al «canviar la vida» de Rimbaud i «transformar el món» de Marx.
«El surrealisme es basa en la creença en la realitat superior de certes formes d'associació tradicionalment desdenyades i en el lliure exercici del pensament. Tendeix a destruir definitivament tota la resta de mecanismes psíquics i a substituir-los en la resolució dels principals problemes de la vida».
A més, en aquest manifest s'assenten les bases de l'automatisme psíquic com a mitjà d'expressió artística que sorgeix sense la intervenció de l'intel·lecte. Ben aviat, el moviment s'acosta a la política i, el 1927, Aragon, Éluard i Breton s'afilien al Partit Comunista, tot i que la idea surrealista s'allunyarà molt prompte del comunisme oficial. L'any 1928, publica a París Le surréalisme et la peinture. Amb la publicació del Segon manifest surrealista (1929) va arribar la polèmica: Breton, líder, o més prompte "papa negre" del moviment surrealista, concretava la noció de surrealisme i afirmava que havia de caminar junt amb la revolució marxista —va ser membre del Partit Comunista francès des del 1927 al 1935—; per tant, va excomunicar, va condemnar i va expulsar del grup tots aquells que no coincidien amb les seues idees; entre els expulsats es van trobar Roger Vitrac, Philippe Soupault, Antonin Artaud, Salvador Dalí i Robert Desnos.
Escriu el llibre de poesies La Immaculada Concepció (1930) i Els vasos comunicants, aquest darrer junt amb el també escriptor Paul Éluard (1932).
L'any 1934, va contraure matrimoni amb Jacqueline Lamba, inspiradora de L'amor boig. Dos anys després naix la seua filla Aube. La seua obra més creativa és Nadja, en part autobiogràfica. El 1937, inaugura la galeria Gradiva al carrer de Seine, viatja a Mèxic, on coneix Trotski, i influït pel trotskisme, redacta una nova presa de posició, amb el títol de Manifest per un art revolucionari independent.
El 1941, fugint del Govern de Vichy, s'embarca en el Capitaine-Paul-Lemerle cap a Martinica, on és internat en un camp. Alliberat sota fiança, arriba a Nova York per a un exili que durarà cinc anys i publica els Prolegòmens a un tercer manifest o no, conegut també com a Tercer manifest surrealista. Escriu La lanterne sourde (La llanterna sorda). Un any després funda, a Nova York, la revista VVV. En aquesta ciutat, també coneixerà la seua nova esposa, Elisa. Va tornar a París l'any 1946. El 1956, funda una nova publicació, Le Surrealisme Même, i continua fins a la seua mort (1966) animant el grup surrealista. Poc abans de morir, li va dir a Luis Buñuel, "avui ningú no s'escandalitza, la societat ha trobat maneres d'anul·lar el potencial provocador d'una obra d'art, adoptant davant d'aquesta una actitud de plaer consumista". Va morir el matí del 28 de setembre del 1966, a l'hospital Lariboisière (París). Va ser enterrat al cementeri de Batignolles, a pocs metres de la tomba del seu amic Benjamin Péret. La seua poesia, recopilada en Poemes (1948), reflecteix la influència dels poetes Paul Valéry i Arthur Rimbaud.

## Obres

### Assaig
- Manifest surrealista (1924, 1930, 1946)
- El Surrealisme i la pintura (1928-1965)
- Segon manifest (1929)
- Antologia de l'humor negre (1940)
- Prolegòmens a un tercer manifest o no (1942)
- Delicte Flagrant (1949)
- El surrealisme a través de les seues obres (1954)

### Poesia
- Poemes (1948)

### Altres obres
- Mont de pietat (1919)
- Els camps magnètics (1920) (amb Philippe Soupault)
- Clar de terra (1923)
- Els passos perduts (1924)
- Nadja (1928-1962). Traducció al català de Joaquim Sala-Sanahuja. Martorell: Adesiara editorial, 2018
- Els vasos comunicants (1932)
- Point Du jour (1934)
- L'amor boig (1937)
- Àrcade 17 (1944)
- La clau dels camps (1953)
- Ella